# Beblättertes Blasenmoos
Das Beblätterte Blasenmoos (Diphyscium foliosum), auch Blasenmoos oder Blasebalgmoos genannt, ist eine Laubmoos-Art aus der Familie Diphysciaceae.

## Merkmale
Das auffälligste Merkmal sind die im Vergleich zu den eher kleinen Moospflanzen überdimensional großen Sporophyten. Diese sind häufig vorhanden und reifen im Sommer. Bei Druckeinwirkung auf die reifen Kapseln, etwa durch Regentropfen, werden die Sporen wie von einem Blasebalg bis einige Meter weit ausgestoßen.
Die braungrünen bis dunkelgrünen Pflanzen mit niedrigem, kaum differenzierten Stämmchen wachsen in dichten Herden oder Rasen. Die bis zirka 2 Millimeter langen Stämmchenblätter sind zwei- bis dreizellschichtig, aufrecht abstehend bis leicht zurückgebogen und schmal zungenförmig bis spatelförmig. Die Ränder sind flach, die Rippe endet vor der Blattspitze. Die oberen Laminazellen sind rundlich und mamillös bis papillös, die unteren verlängert, glatt und hyalin. Perichätialblätter sind deutlich größer, lanzettlich, zugespitzt und haben eine als langes Haar austretende und damit die Sporenkapsel überragende Rippe. Die Sporenkapsel auf der kurzen Seta ist bleichgelb bis grünlichgelb, bauchig und 3 bis 4 Millimeter lang. Sporen sind 8 bis 12 Mikrometer groß, grünlichgelb und fein papillös. Die Art ist diözisch.

## Verwechslungsmöglichkeit
Fruchtende Pflanzen sind wegen der auffälligen großen Sporophyten praktisch unverwechselbar. Sterile Pflanzen können mit Moosen aus der Familie Pottiaceae oder mit Encalypta-Arten verwechselt werden. Wichtigstes Unterscheidungsmerkmal sind die durchgängig mehrschichtigen Blätter.

## Standortansprüche
Die Art ist ein kalkscheues Pioniermoos und wächst in Wäldern (oft in Buchenwäldern) an schattigen, offenen, verdichteten, lehmigen oder sandigen, oft stark geneigten oder windexponierten Stellen, die von Falllaub frei bleiben, besonders an Wegböschungen, an steilen Bachufern oder anderen Erdanrissen, seltener auf Erde in Felsspalten oder auf morschem Holz.

## Verbreitung
Diphyscium foliosum ist eine auf der Nordhalbkugel verbreitete Art mit Vorkommen in Europa, Teilen Asiens (Kaukasus, Japan) und Nord- bis Mittelamerika. In Mitteleuropa ist sie schwerpunktmäßig von submontanen bis mittleren alpinen Gebirgslagen verbreitet, jedoch nicht häufig. In der Ebene ist sie sehr selten.

## Synonyme
Synonyme sind Buxbaumia foliosa Hedw. (foliosa = beblättert, im Gegensatz zu den echten Buxbaumia-Arten) oder Diphyscium sessile Lindb., nom. illeg., nom. superfl.